# FUCK FOREVER
『FUCK FOREVER』（ファック・フォーエバー）は、a flood of circleの3枚目のミニ・アルバム。

## 概要
- インペリアルレコード移籍第1弾となるミニ・アルバム。9月18日に渋谷WWWで行われたDOESとの対バンライヴで発表された[1]。
- タイトルには、前作『LOVE IS LIKE A ROCK'N'ROLL』以降、気持ちが上がってこなかった佐々木が、自分自身に中指を立てるという意味がこめられている[2]。
- ほどんどの曲が歌詞先行で出来ている[2]。
- ジャケットはカメラマン新保勇樹の写真展で展示していたものを使用した[3]。
- 「KINZOKU Bat」は、佐々木が見たボコボコにされる夢からをインスパイアされている[3]。
- 「理由なき反抗（The Rebel Age）」のギターはプロデューサーの弥吉淳二[3]。
- 「The Cat Is Hard-Boiled」にはバンジョーが入っている[3]。
- タワーレコード限定流通盤には、ビリー・ジョエルの「ピアノ・マン」をカヴァーした「BLUES MAN」が収録されている。

## 収録曲
1. 理由なき反抗(The Rebel Age) - 03:47
2. Summertime Blues II  - 04:25
3. Diver's High(VAVAVAVAVAVAVA)  - 03:18
4. FUCK FOREVER - 04:20
5. The Cat Is Hard-Boiled - 03:01
6. KINZOKU Bat - 03:48
7. 見るまえに跳べ  - 03:40
8. BLUES MAN - 07:06　(BONUS TRACK/タワーレコード限定流通盤のみ収録）